# L'allegra brigata (film)
L'allegra brigata (The Wild Party) è un film del 1929 diretto da Dorothy Arzner e basato sul romanzo Unforbidden Fruit di Samuel Hopkins Adams.
È il primo film sonoro sia per l'attrice Clara Bow che per la regista Dorothy Arzner.